# ادهی کوت
ادهی کوت (به انگلیسی: Adhi Kot) در پاکستان است که در punjab (pakistan) واقع شده‌است.